# Maurice Costello
Maurice Costello (Pittsburgh, Pensilvania, 22 de febrero de 1877 - Hollywood, California, 28 de octubre de 1950) fue un prominente actor de vodevil y de cine, así como director cinematográfico estadounidense.

## Biografía
Sus padres eran los inmigrantes irlandeses Thomas Costello y Ellen Fitzgerald. Costello actuó en su primer film en 1905, Adventures of Sherlock Holmes. Posteriormente pasó a ser miembro de la compañía Vitagraph Studios, junto a Florence Turner. Entre algunas de sus películas más destacadas figuran "A Tale of Two Cities," "The Man Who Couldn't Beat God" y "For the Honor of the Family." 
Tras una ausencia de varios años, volvió a la pantalla. Se casó con la actriz Mae Costello. Sus hijas fueron las también actrices Dolores Costello y Helene Costello. Así mismo, fue abuelo de John Drew Barrymore y bisabuelo de Drew Barrymore. 
Fue uno de los primeros actores protagonistas del cine estadounidense pero, tristemente, como otras muchas estrellas del cine mudo, no consiguió superar con éxito la transición al cine sonoro. Sin embargo, Costello era muy trabajador y continuó actuando en el cine, aunque en pequeños papeles, hasta el momento de su muerte en 1950. 
Costello falleció a los 73 años de edad, en 1950, en Los Ángeles, California, a causa de una enfermedad cardiaca, y fue enterrado en el Cementerio Calvary de Los Ángeles.

## Filmografía seleccionada

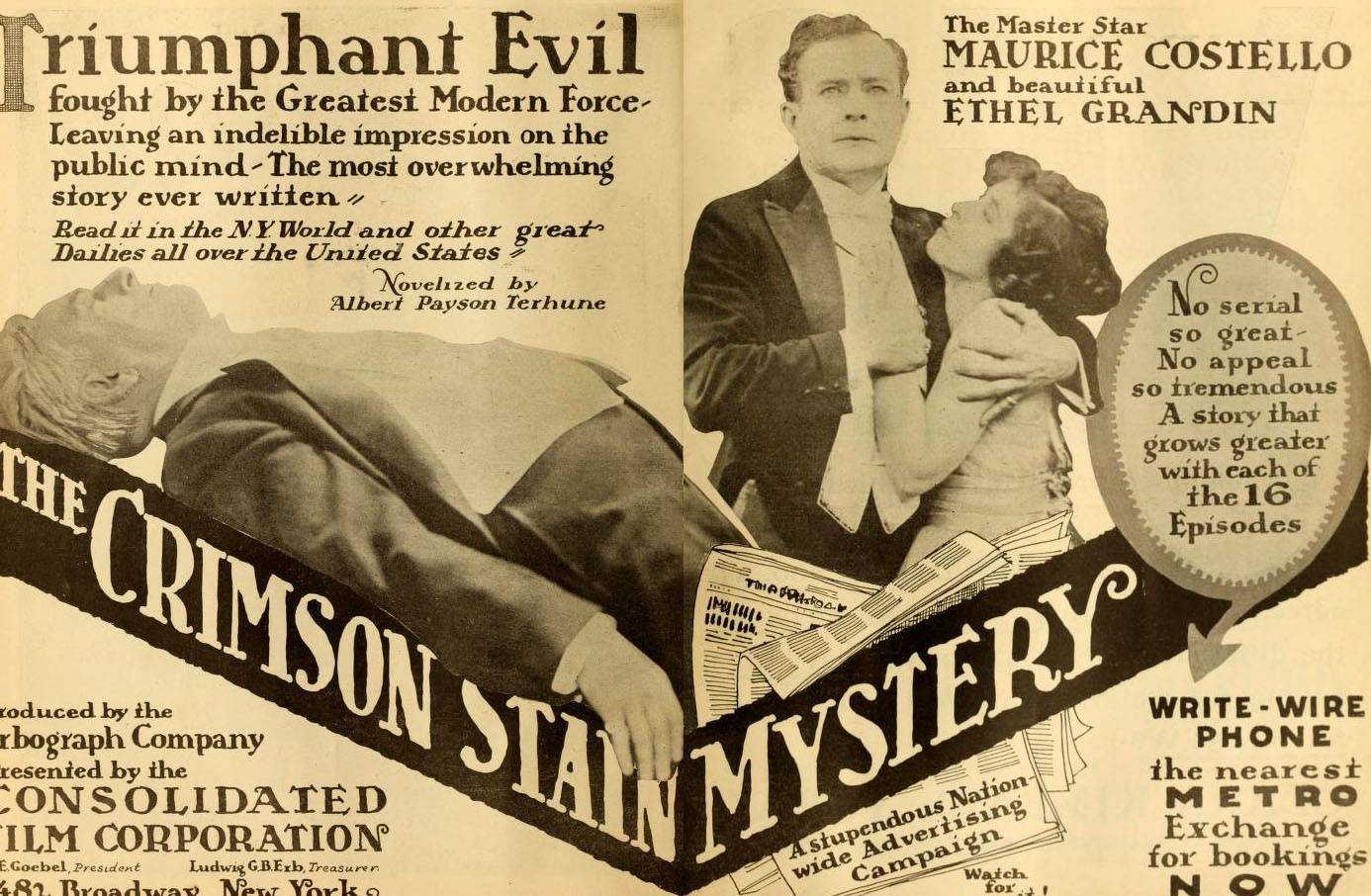
Anuncio en The Moving Picture World de la película The Crimson Stain Mystery, de T. Hayes Hunter (1884 – 1944): M. Costello y Ethel Grandin (1894 - 1988).

- 1908: Anthony and Cleopatra, adaptación de la obra homónima de Shakespeare.
- 1909: A Midsummer Night's Dream, adaptación de la obra homónima de Shakespeare.
- 1911: A Tale of Two Cities, adaptación de la obra homónima de Dickens.
- 1916: The Crimson Stain Mystery
- 1924: Virtuous Liars
- 1927: Johnny Get Your Hair Cut
- 1928: Eagle of the Night
- 1941: Lady from Louisiana